# 消防訓練學校

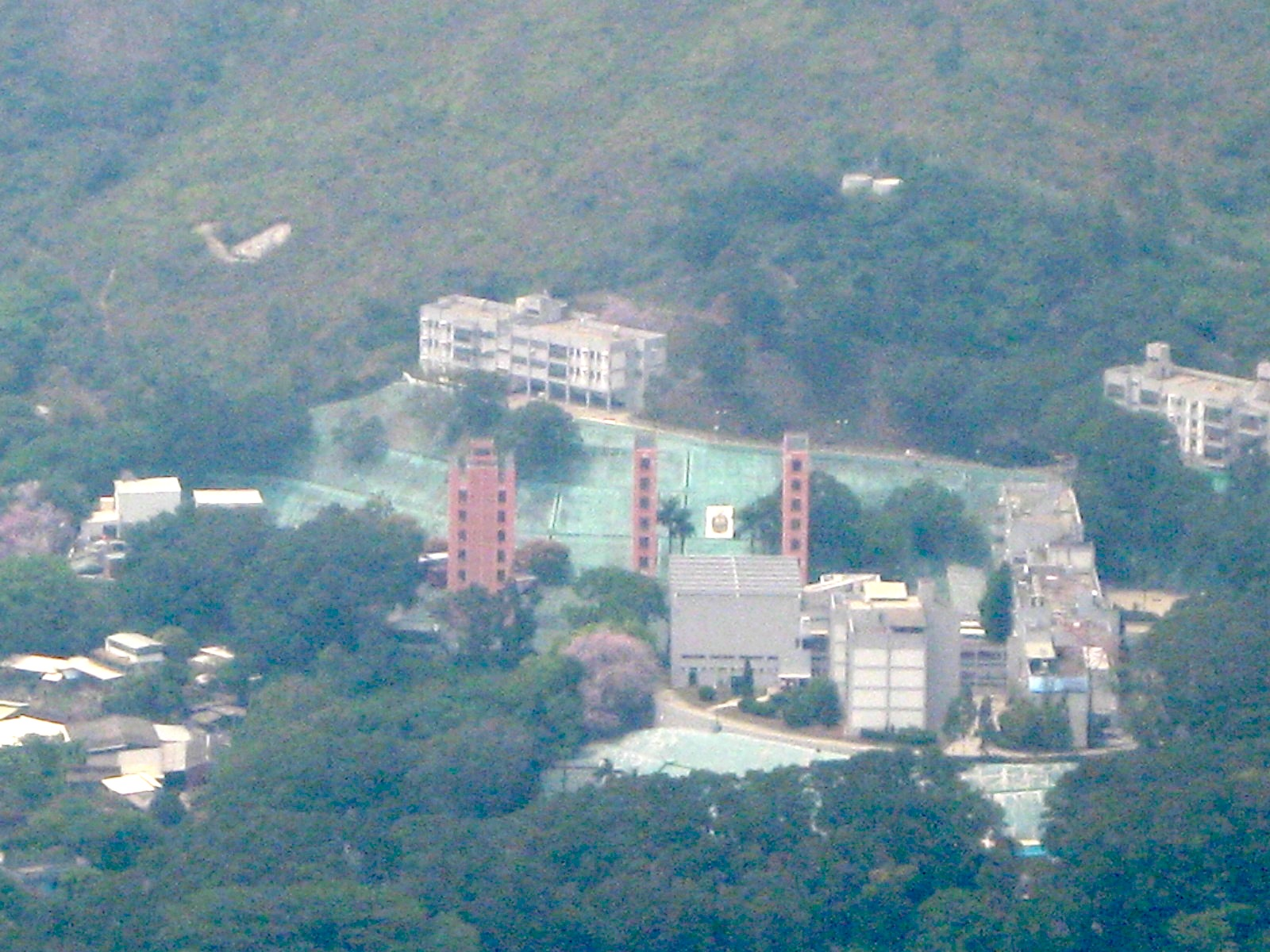
消防訓練學校全景

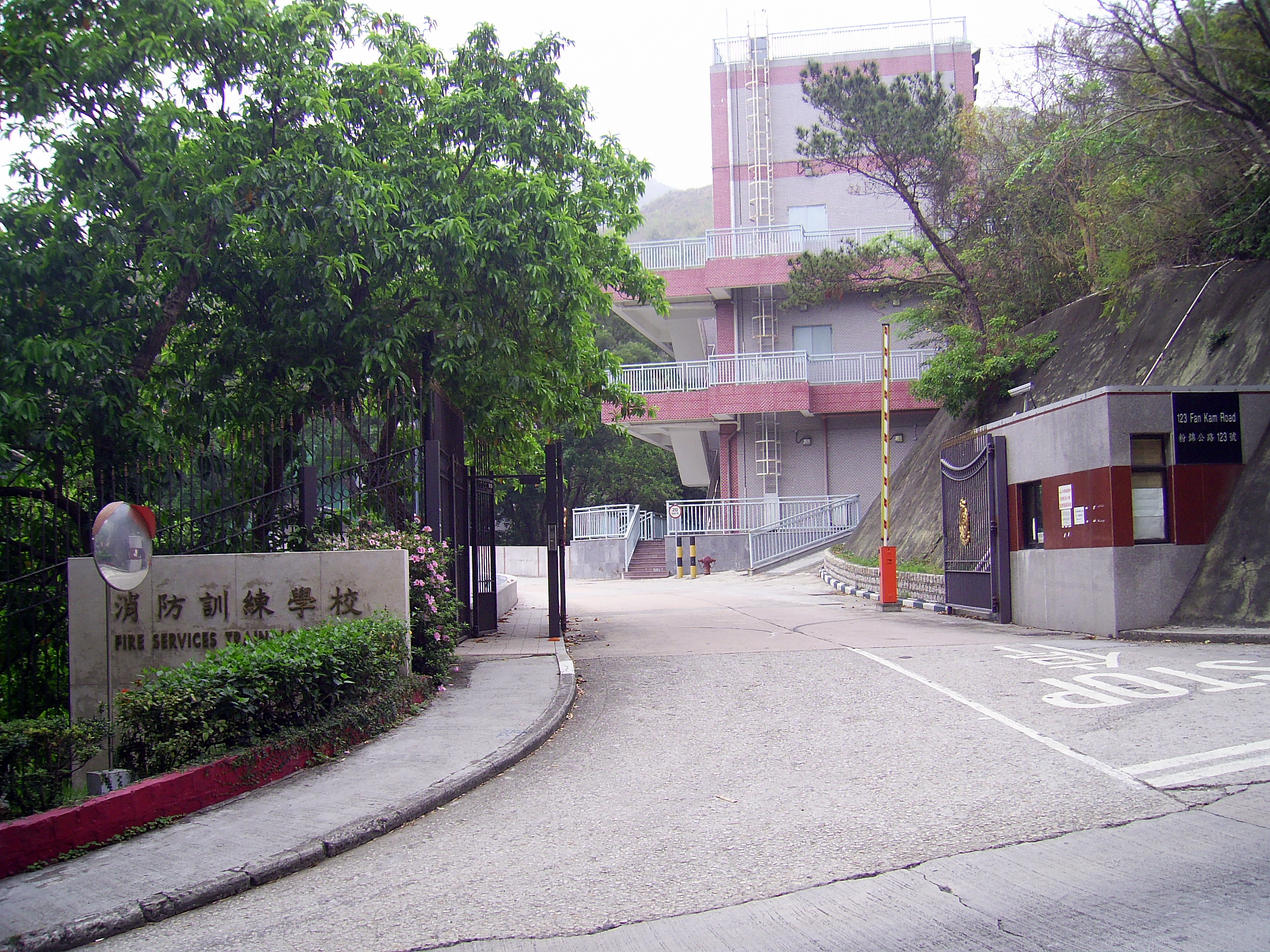
消防訓練學校大門

消防訓練學校（英語：Fire Services Training School，縮寫：FSTS）於1968年創立，位於香港新界元朗八鄉，佔地約2.9萬平方米。消防訓練學校隸屬於香港消防處消防處總部總區，為其主要訓練及培訓機構之一，所有新入職的學習消防員及見習消防隊長均需要在此接受26週的基本及專門的留宿訓練，消防訓練學校亦是現職消防人員的複修及進階訓練場地之一。位於百勝角的消防及救護學院於2016年首季竣工後，消防訓練學校已經關閉，並於次年交予警察公共關係科作八鄉少年警訊中心。

## 歷史

### 沿革
1962年前，消防隊並無專門用作初級訓練用途之場所。行動組官員除了日常職務外，亦需要在消防局兼任訓練學員的教練事務。1959至1961年，中環消防局、灣仔消防局、海軍船塢、旺角消防局及荃灣消防局均舉辦過官員級和員佐級人員初級課程，包括為期3個半月的次級官員（Sub-Officer）初級課程，為期3個月的消防員初級訓練課程及為其一個月的消防員司機課程。
1962年，消防事務處認為有需要成立一隊全職訓練人員及一間獨立訓練中心，於是委任一名一級消防官（相等於今助理消防區長）為臨時訓練組主管。

### 訓練組成立
1963年，訓練組於漆咸道禁閉營（今市政局百周年公園一帶）成立。1964年起，訓練組亦為其他香港政府部門及私人機構開辦滅火課程。
1965年，消防訓練學校搬遷至廣東道舊海軍船塢（今尖沙咀消防局）。1966年，消防訓練學校再搬遷至夏愨道前海軍大樓，此處亦是為消防訓練學校最後一處臨時訓練場地。

### 永久地址落戶八鄉
1968年7月20日，耗資600餘萬港元，位於八鄉、佔地8公畝的消防訓練學校永久地址正式啟用，由香港總督戴麟趾主持開幕禮，為所有新入職的消防軍裝人員提供由兩週至26週不等的初級訓練課程，及不同類型的進階訓練和覆修課程。

### 關閉
由於現代消防人員須要面對更為複雜的緊急事故，為了應付不斷在急速轉變的訓練及培育訓練須求，使到人員能夠具備最先進的滅火及救援技巧，加上消防訓練學校漸見落後，設施不足，只配備了基本的滅火及救援訓練設施（包括3座訓練塔和1個操場；最多可以218名學員接受留宿訓練）；附設於馬鞍山消防局的消防處救護訓練學校（最多可以86名學員接受留宿訓練，使用率已經達到飽和度，未能夠應付未來不斷上升的訓練人數。同時，操場面積亦有所限，最多可以容納40名學員同時使用）、於1986年創立及附設於油塘消防局的消防駕駛訓練學校及位於啟德的臨時駕駛訓練場地亦相繼不敷應用。為了提高訓練水平及專業質素，於2000年代開始，處方建議於將軍澳百勝角興建一所現代化及達到國際級頂尖水平的消防訓練學院。
2011年2月3日，香港政府決定斥資34億港元，於將軍澳百勝角第78區興建一座具有消防、救護及專門車輛駕駛訓練於一身的世界級消防、救護訓練學校，此舉可以節省資源，並且方便教材調配，避免以往分散訓練所花費的時間（於八鄉的消防訓練學校及位於馬鞍山的消防處救護訓練學校等等）。消防處於2012年年中將建議提交至立法會工務小組委員會，並且向立法會財務委員會申請撥款。同年5月27日，消防訓練學院落實於將軍澳百勝角第78區、邵氏影城後方興建，工程於同年8月動工，預計於2015年10月竣工。消防及救護學院於2016年3月投入服務後，消防訓練學校經已關閉，並於翌年改為八鄉少年警訊中心。。

## 設施
消防訓練學校於興建時，有一座操場、三棟操練塔及設有飯堂的宿舍。為了不斷改進人員的救援技巧，消防處於2000年代多次為消防訓練學校增加添置訓練設施，包括3間模擬樓宇火警的煙火訓練室，一間煙火特攻訓練室、模擬車輛火警、變壓器火警及火幕牆訓練設施。處方亦於2000年代後期興建了一所呼吸器訓練大樓，使到學習人員可以在受到監察及控制的濃煙密佈環境下，接受更上乘的戰略訓練。

## 訓練

### 消防學員
學校消防員的初級訓練包括基本滅火技巧、消防車輛及裝備的應用、煙火特性訓練、呼吸輔助器的操作、救護學、體能訓練、消防條例、消防法例、防火、物理學和燃燒學等。

### 見習消防隊長
見習消防隊長除須學習基本滅火與救援技巧外，亦須接受指揮及領袖才能的訓練。見習期內，見習消防隊長須要接受延續訓練，例如火警調查訓練課程以及管理學概念課程等。

### 消防隊目（控制）及工程組軍裝人員
新入職的消防隊目（控制及工程組軍裝人員）需要接受特設的初級訓練，以及為內部聘任的消防隊長提供入職培訓。

## 軼事

### 教官訓練
為了提升教官的教學技巧，消防訓練學校教官需要修讀由香港教育學院舉辦、專為他們而設的教學技巧培訓課程，長42小時。

### 消防靈車
於學校內，停泊了一輛於1957年出廠的英國丹尼士退役消防車（F36），此車配備一副可達60呎高的輪式手動救生梯，故此有名為「大樓梯」。此車過去曾作為殉職消防人員的靈車之用，但由於車齡老舊，維修成本高昂，此車近年已無法再開動及使用，最近一次使用為2004年7月18日消防隊目張振威最高榮譽喪禮。
據聞，此車不宜妄動，傳聞每次把它駛往維修後不久，便會有消防員殉職，所以學校內的職員以及學員均對該車顯得非常忌諱，除了不會觸摸它外，更不會走近它，免招霉氣。
此後，消防處再沒有安排常設車輛作殉職消防人員喪禮使用。一旦有人不幸殉職，處方會將臨近退役的舊消防車輛改裝成靈車使用（原潛水拯救車：F512、原鋼梯車：F78,F98,F141、原泡車：F594），該車輛用後會永久退役，寓意盼望不會再有同袍殉職，而不再需要使用靈車。如當時無合適車輛可供改裝，處方會以一般殯儀車作為靈車（2007年6月15日消防員黃家熙最高榮譽喪禮）。

### 船尾艙
於學校內，有一座以鐵皮搭蓋而成的建築物，俗稱為「船尾艙」，是模擬船艙的實景來設計建成的，用以訓練消防員處理船隻起火的場面。此建築物室內長年不見天日，而且長年被上鎖的，可是傳聞有人曾經在午夜的時分，看見有數名的學員於該處的附近步操，然後走進該建築物。

### 白衣女子
傳聞於夜間，不少人曾見過一個身穿白衣的女子，在學校內四處游走，有時甚至會坐在學員的床沿，把學員從半夢半醒之間逗醒。當學員完全清醒過來後，她又會立刻不知所終了。

### 迷信
消防訓練學校位處偏僻城鎮，八鄉的一個小丘上，窮山惡水被認為較為容易招惹到靈體聚集；加上多年來，於學校內受訓時殉職的學員數目不少。故此，除了傳統的拜「喉架」和拜關帝儀式以外，於學校的外圍欄邊，亦豎立了一個「喃嘸阿彌陀佛」石碑，每天都會有職員前來上香、撒溪錢及更換祭品。

## 以消防訓練學校為題的作品

### 電視劇
- 烈火雄心
- 火速救兵

## 相關參見
- 消防及救護學院
- 消防處救護訓練學校
- 消防駕駛訓練學校
- 西九龍救援訓練中心